# 三鎖龍屬
三鎖龍屬（學名：Tricleidus）是種已滅絕海生爬行動物，是蛇頸龍目淺隱龍科的一屬。正模標本（編號BMNH R3539）是目前的唯一標本，被發現於英國的侏羅紀中期。化石在1909年被敘述、命名，模式種是T. seeleyi。